# Palmview South
Palmview South è un census-designated place degli Stati Uniti d'America situato nella contea di Hidalgo dello Stato del Texas.
La popolazione era di 5.575 persone al censimento del 2010. Fa parte dell'area metropolitana di McAllen–Edinburg–Mission.

## Geografia fisica
Palmview South è situata a 26°13′11″N 98°22′29″W (26.219769, -98.374852).
Secondo lo United States Census Bureau, ha un'area totale di 3,0 miglia quadrate (7.9 km²), di cui 3,0 miglia quadrate (7.8 km²) di terreno e 0,04 miglia quadrate (0.1 km², 0.99%) d'acqua.

## Società

### Evoluzione demografica
Secondo il censimento del 2000, c'erano 6.219 persone, 1.714 nuclei familiari e 1.523 famiglie residenti nella città. La densità di popolazione era di 2.066,7 persone per miglio quadrato (797,7/km²). C'erano 2.950 unità abitative a una densità media di 980,4 per miglio quadrato (378,4/km²). La composizione etnica della città era formata dal 78,71% di bianchi, lo 0,19% di afroamericani, lo 0,05% di nativi americani, lo 0,08% di asiatici, lo 0,02% di isolani del Pacifico, il 19,81% di altre razze, e l'1,14% di due o più etnie. Ispanici o latinos di qualunque razza erano l'85,17% della popolazione.
C'erano 1.714 nuclei familiari di cui il 49,1% aveva figli di età inferiore ai 18 anni, il 76,3% aveva coppie sposate conviventi, il 9,7% aveva un capofamiglia femmina senza marito, e l'11,1% erano non-famiglie. Il 9,6% di tutti i nuclei familiari erano individuali e il 6,2% aveva componenti con un'età di 65 anni o più che vivevano da soli. Il numero di componenti medio di un nucleo familiare era di 3,63 e quello di una famiglia era di 3,89.
La popolazione era composta dal 35,7% di persone sotto i 18 anni, il 10,1% di persone dai 18 ai 24 anni, il 25,6% di persone dai 25 ai 44 anni, il 14,4% di persone dai 45 ai 64 anni, e il 14,3% di persone di 65 anni o più. L'età media era di 28 anni. Per ogni 100 femmine c'erano 96,7 maschi. Per ogni 100 femmine dai 18 anni in giù, c'erano 92,1 maschi.
Il reddito medio di un nucleo familiare era di 21.649 dollari e quello di una famiglia era di 22.292 dollari. I maschi avevano un reddito medio di 15.387 dollari contro i 11.538 dollari delle femmine. Il reddito pro capite era di 7.912 dollari. Circa il 31,6% delle famiglie e il 38,3% della popolazione erano sotto la soglia di povertà, incluso il 51,8% di persone sotto i 18 anni e il 16,1% di persone di 65 anni o più.